# Fallmoen
Fallmoen est une localité du comté de Nordland, en Norvège.

## Géographie
Administrativement, Fallmoen fait partie de la kommune de Grane.